# Aither
Der Aither oder Aether (altgriechisch Αἰθήρ Aithḗr ‚Helligkeit‘) ist in der griechischen Mythologie die Personifikation des „oberen Himmels“, der als Sitz des Lichts und der Götter gedacht wurde. 
In den orphischen Hymnen ist er die Seele der Welt und Element allen Lebens. Bis in die Archaik herrschte in der griechischen Religion die Vorstellung vor, die Seele steige in den Aither auf, während der Körper in Gaia hinabsinke.

## Mythos
Nach Hesiods Theogonie ist Aither der Sohn von Erebos (Gott der Finsternis) und Nyx (Göttin der Nacht) und der Bruder der Hemera (Göttin des Tages), ebenso bei Cicero.
In der Kosmogonie der Orphiker ist er der Sohn von Chronos (Gott der Zeit) und Ananke (Göttin des Uranfangs) und der Bruder von Chaos und Erebos, nach der orphischen Argonautika Sohn des Chaos und des Phanes. Chronos brachte aus sich den windstillen Aither und Chaos hervor. Chaos, der hohle Raum ohne festen Grund, und Aither trennten sich, nachdem Phanes erschien.
Bei Alkman, Kallimachos und Cicero geht Uranos aus ihm hervor, bei Aristophanes ist er Vater der Nephelai (Wolken).
Bei Hyginus entstammt er dem Chaos und ist der Bruder von Erebos, Hemera und Nyx. Von Hemera ist er der Vater von Gaia, Uranos und Thalassa. Von Gaia ist er Vater der Daimones Dolor (Schmerz), Dolus, Ira (Wut), Luctus (Trauer), Mendacium (Lüge), Iusiurandum (Eid), Ultio (Rache), Intemperantia (Unmäßigkeit), Altercatio (Zank), Oblivio (Vergessenheit), Socordia (Faulheit), Timor (Angst), Superbia (Hochmut), Incestum (Lust) und Pugna (Kampf).
Die Insel Borysthenes (Beresan) im Schwarzen Meer wurde auch Hagios Aitherios (Heiliger Aitherios) genannt.

## Weitere Quellen
Für die alten Griechen bezog sich das Wort Aither (unpersönlich) auf die obere Atmosphäre, ein materielles Element des Kosmos. Homer lässt zum Beispiel den Schlaf dorthin emporsteigen:
Dort nun weilte der Schlaf, bevor Zeus' Augen ihn sahen
Hoch auf die Tanne gesetzt, die erhabene, welche des Idas
Höchste nunmehr durch trübes Gedüft zum Aither emporstieg:
Dort saß jener umhüllt von stachelvollem Gezweige,
Gleich dem tönenden Vogel, der nachts die Gebirge durchflattert,
Chalkis genannt von Göttern, und Nachtrab' unter den Menschen.
Der Aither kommt vielleicht auch in dem verlorenen epischen Gedicht der Titanomachie (spätes 7. Jahrhundert v. Chr.?) vor. Zwei antike Quellen berichten von Aussagen über den Aither, die sie dem „Autor der Titanomachie“ zuschreiben. In den „Homeric Parsings“ (von Methodius) wird berichtet, dass Uranus der Sohn von Aither war, während Philodemos in seinem De Pietate (Über die Frömmigkeit) berichtet, dass „alles von Aither stammt“.

## Übertragung auf physikalische Phänomene
In der Antike verwendeten Platon und Aristoteles den Begriff Aither als „reinste Gattung der Luft“ und nahmen ihn als masselose, unveränderliche, ewige Substanz jenseits der Mondsphäre und als Medium für die gleichmäßigen Kreisbewegungen der Gestirne an. Mit der Bezeichnung Äther wurde er bis in die Neuzeit der Physik als Medium für die Ausbreitung von Licht postuliert und bis zur Widerlegung durch Albert Einstein als hypothetische Erklärung für elektrodynamische Phänomene und andere Fernwirkungen angesehen.